# Elimia cahawbensis
Elimia cahawbensis е вид коремоного от семейство Pleuroceridae.

## Разпространение
Видът е разпространен в САЩ (Алабама).